# Гней Педаний Фуск Салинатор
Вижте пояснителната страница за други личности с името Гней Педаний Фуск Салинатор.
Гней Педаний Фуск Салинатор (на латински: Gnaeus Pedanius Fuscus Salinator) e политик на Римската империя през 1 век.
Произлиза от Барцино в Тараконска Испания. Той е брат на Луций Педаний Секунд (суфектконсул 43 г.).
През юли и август 61 г. Педаний е суфектконсул на мястото на Публий Петроний Турпилиан, заедно с Луций Велей Патеркул, който е на мястото на консула Луций Юний Цезений Пет.
Педаний е баща на Гней Педаний Фуск Салинатор (консул 84 г.) и дядо на Гней Педаний Фуск Салинатор (консул 118 г.).